# 圣迪斯迪耶
圣迪斯迪耶（法語：Saint-Disdier）是法国上阿尔卑斯省的一个市镇，属于加普区（Gap）。该市镇的总面积为45.89平方公里，2009年时的人口为118人。

## 人口
圣迪斯迪耶人口变化图示
| 数据来源：INSEE |